# Onthophagus pexatus
Onthophagus pexatus är en skalbaggsart som beskrevs av Edgar von Harold 1869. Onthophagus pexatus ingår i släktet Onthophagus och familjen bladhorningar. Inga underarter finns listade i Catalogue of Life.